# Orbánc
Az orbánc (erysipelas, a. m. vörös bőr) a bőrnek kisebb-nagyobb felületére kiterjedő, többnyire az arcon és sebek közelében fellépő és tovaterjedő, a bőr élénk pírjával, duzzadásával járó, többnyire láztól kísért, fájdalmas gyulladásos megbetegedés, amelyről – Friedrich Fehleisen munkája óta – tudjuk, hogy ún. gennykeltő baktériumok (az esetek kb. 97%-ában a Streptococcus pyogenes, esetleg staphylococcus) okozzák. A fertőzés az irha nyirokerein terjed tovább. 
A népnyelv Szent Antal tüzének nevezte. A régebben gyakran halált okozó betegséget a népi gyógyászatban közönséges orbáncfűvel kezelték.

## Leírása
A kór kifejlődését, mint a legtöbb heveny fertőző betegséget, bizonyos tünetek előzik meg. A beteg heves fejfájásról, rosszullétről, bágyadtságról, étvágytalanságról panaszkodik; ½–1 nappal a bőrtünetek kifejlődése előtt hidegrázás, azután magas, remittáló (ingadozó) láz lép fel. Azon a helyen, ahol az első bőrtünetek jelentkeznek, általában lehet valamilyen bőrlehorzsolást, felhámhiányos helyet találni, amelyen a baktériumok bevándoroltak (pl. a gombás lábujjközök); ha ilyen magán a bőrön nincs is, úgy általában ki lehet mutatni (a fejen és annak szomszédságában fellépő orbáncnál a száj- vagy orrüregben valamely sebzést, amelyen át az infekció történt, sőt fel kell tételezni, hogy ez a száj-, orr- és garatüreg, különösen a mandulák nyálkahártyáján keresztül, a szervezet belsejéből is megtörténhet). Műtéti beavatkozás utáni felülfertőződés is okozhatja. Azon a helyen, ahol az első tünetek mutatkoznak, a bőr csakhamar duzzadt, piros és fájdalmas lesz; ezen tünetek esettől függően többé-kevésbé gyorsan, és nagy vagy kisebb bőrfelületre terjednek ki; a fájdalmasság és feszülés érzése növekszik. A megbetegedés súlyosbodása során magas láz (az esti hőingadozások 39-41 °C között váltakoznak), álmatlanság, fejfájás, esetleg lázas önkívületi állapot (delírium) léphet fel. Az esetek súlyosságától függően ez az állapot pár naptól 10–14 napig is eltarthat. Amikor a helyi tünetek alábbhagynak, a lobos beszűrődés csökken, a bőr élénkvörös színe vörösesbarnába, majd barnába megy át, a felhám kisebb-nagyobb lemezek alakjában korpaszerűen leválik, a közérzet javul, és végül teljes gyógyulás áll be. Ez a normális lefolyás természetesen nagyfokú ingadozást mutathat. Lehet a bántalom oly csekély, hogy a tünetek alig érdemelnek említést, a közérzet pedig egyáltalán nem rossz, de fordítva is lehet, amikor a helyi tünetek igen erősek, a gyulladás olyan mértéket érhet el, hogy a felhámot az alatta felgyülemlő savó, kisebb-nagyobb hólyagok egybefolyásával felemeli (erysipelas ballosum), sőt az egész bőrfelület elhalása is bekövetkezhet, és fekély (erysipelas gangaenosum) keletkezik. A mélyebbről induló tályog (erysipelas abscedens) még veszélyesebb. Ennek megfelelően természetesen az általános tünetek is súlyosabbak. Sokszor előfordul az is, hogy nem korlátozódik egy helyre, hanem míg az egyik oldalon gyógyul, a másikon továbbterjed, vándorol (erysipelas migrans) úgy, hogy esetleg az egész testet ellepheti. Nem tévesztendő össze vele az ún. pseudo-erysipelas, vagyis a bőrnek és a bőr alatti kötőszövetnek diffúz, gennyedző, flegmonózus gyulladása, amelyet szintén streptococcusok okoznak.

## Kimenetele, kezelése

Jellegzetes képe az arcon

Kórjóslata általában jó, a betegség többnyire gyógyulással végződik; mindamellett előmenetele többször igen súlyos, és különösen a nagyon fiatal, legyengült, elhanyagolt szervezetű vagy idült bajban, alkoholizmusban szenvedőknél (pl. csecsemőknél, időskorúaknál, iszákosoknál, hajléktalanoknál, TBC-s vagy HIV-fertőzötteknél) – ma már ritkán – halálhoz is vezethet. Különösen veszedelmessé válhat szövődményeinél fogva a belső szervekben: különösen a savós hártyákon (mellhártya, agyburok, szívburok) főként súlyosabb esetekben áttéti gócok keletkezhetnek, amikor a betegség prognózisa természetesen a lehető legrosszabb. Statisztikák szerint a halandóság átlaga legfeljebb 1%-ot tesz ki. Gyógykezelése nem tartozik a könnyű feladatok közé, de a mai antibiotikumok segítségével leküzdhető, előbb intravénásan, majd orálisan adva őket. A gyulladás továbbterjedését, ill. kiújulását pl. gombaellenes helyi kezeléssel megakadályozhatjuk, mivel ez helyhez kapcsolódó fertőző betegség, s mint ilyennek a gócát a legtöbb esetben ki lehet mutatni, s a gyógykezelés fontos feladata azt ártalmatlanná tenni.

## Állategészségügyi előfordulása
Az orbánc állatorvosi szempontból a fejorbánc és a sertésorbánc tekintetében jelentős.

## Növényegészségügy
Bizonyos növényi megbetegedést is ezzel a szóval jeleznek, de annak kórokozója egészen más.